# Victor Harold Vroom
Victor Harold Vroom (* 9. August 1932 in Montreal; † 26. Juli 2023) war ein kanadischer Wirtschaftspsychologe. Er war Professor  an der Yale School of Management.

## Leben

### Kindheit und Jugend
Victor Harald Vroom wuchs als jüngster von drei Brüdern in Montreal, Kanada auf. Sein Vater arbeitete für die Northern Electric Company in Kanada, seine Mutter stammte aus Südafrika, wo ihre Eltern sich im Minengeschäft versucht hatten, nachdem Vrooms Großvater seine Karriere bei der britischen Armee beendet hatte.
In jungen Jahren hatte er ein besonderes Interesse an der Musik, insbesondere solche der Big-Band-Ära, wie Benny Goodman, Artie Shaw oder Charlie Parker. So erlernte er Klarinette und Saxofon. Mit 15 spielte er bei der Band Blue Knights und plante eine weitere Karriere als Berufsmusiker. Mit 17 Jahren, gerade die High School abgeschlossen, versuchte er es in den Vereinigten Staaten, doch bekam er weder eine Arbeitserlaubnis, noch Anschluss an eine Musikband.
Sein Vater hatte für ihn, wie für seine Brüder, eine Universitätskarriere vorgesehen, doch verfügte er nach dem Eintritt in die Frührente nicht mehr über die nötigen finanziellen Ressourcen. So besorgte er ihm zunächst einen Job bei der Royal Bank of Canada, doch Vroom lehnte ab. Stattdessen schrieb er sich am Sir Williams College (heute Concordia University) ein, da es dort keinen hohen Numerus clausus und wichtiger, günstige Studiengebühren gab. So kam er zum Psychologiestudium.

### Studium
Obwohl Psychologie zunächst nicht sein Hauptziel war und er immer noch Träumen vom Musikerleben nachhing, interessierte er sich immer mehr für das Studium und hatte auch gute Noten. So wechselte er bereits nach einem Jahr an die renommierte McGill University, wo er Kurse von Donald Hebb belegte, der gerade sein Hauptwerk im Bereich der Organisationspsychologie The Organization of Behavior vorgelegt hatte. Die gestiegenen Studiengebühren konnte er sich als Musiker dazu verdienen.
Er machte seinen Bachelor 1953 und seinen Master 1955. Er spezialisierte sich auf den Bereich der Industriepsychologie, sein Mentor wurde Edward Webster. Im ersten Jahr prägte ihn das Werk von Joseph Tiffin, Charles Lawshe und Jay Otis. 1954 nahm er am International Congress of Applied Psychology in Montreal teil, wo er Rensis Likerts und Carroll Shartles Arbeiten kennen lernte, die ihn dazu brachten, ein Auslandssemester an der University of Michigan zu machen. Dort studierte er unter Ted Newcomb, Doc Cartwright, Dan Katz, Jack French und Helen Pea.
In Michigan arbeitete er im Survey Research Center, das im Wesentlichen von den Idee des ein Jahr zuvor verstorbenen Kurt Lewin geprägt war. Ein weiterer große Einflüsse war Norman Maier und sein Buch Industrial Psychology. Seine Dissertation Some Personality Determinants of the Effects of Participation erschien schließlich 1958 und erhielt einen Preis von der Ford Foundation an der Yale University. Es wurde 1960 als Buch von Prentice Hall verlegt.

### Als Assistenzprofessor
Nach seinem Doktor arbeitete er weitere zwei Jahre im Survey Research Center und als Lektor im Department of Psychology. Anschließend ging er zur University of Pennsylvania, wo er als Assistenzprofessor am Departement of Psychology in Industriepsychologie unterrichtete. Dort schrieb er auch an seinem Work and Motivation, das 1964 veröffentlicht wurde.
1963 wechselte er an die Graduate School of Industrial Administration (GSIA) der Carnegie Mellon University. Dort unterrichtete er angehende und erfahrene Manager in Unternehmenspsychologie, konnte aber auch seine Forschungsarbeiten weiter führen.
Bis 1972 blieb er an der Carnegie mit einem Sabbatjahr an der University of California, wo er mit Phil Yetton zusammen Leadership and Decision-Making schrieb. Das auf diesen Forschungen beruhende Vroom-Yetton-Entscheidungsmodell verkaufte er der Projektmanagement-Firma Kepner-Tregoe. In dieser Zeit entstanden außerdem seine Bücher Motivation in Management, die Herausgeberschriften Methods of Organizational Research (1967) und Management and Motivation (1970) zusammen mit seinem früheren Studenten Ed Deci.

### An der Yale University
1972 wechselte er an die Yale University, wo er als Vorsitzender des Department of Administrative Sciences versuchte die Geschicke des Instituts zu lenken, das in einer großen finanziellen Krise steckte. In der Forschung arbeitete er eng mit Art Jago zusammen. Durch seinen dreijährigen Führungsposten konnte er die School of Organization and Management (heute Yale School of Management) mitgründen, die im September 1976 ihren Betrieb aufnahm.
1977 wurde bei einer Routineuntersuchung ein Lungenkarzinom festgestellt, das sich auf beide Lungen ausgebreitet hatte. Die Operation verlief glücklich, tatsächlich hatte es sich um eine harmlose Sarkoidose gehandelt und er genoss schnell von dieser Krankheit.
Die 1980er verbrachte er in Yale, wo er zusammen mit Jago, der nun an der University of Houston lehrte und forschte, sein Entscheidungsmodell überarbeitete. Die gemeinsamen Forschungsergebnisse publizierte er 1988 in The New Leadership, sein letztes großes Hauptwerk. Dazu wurde von Vroom und Jago die Softwarefirma Leadership Software gegründet, die das Modell auch als Computerprogramm Unternehmen zur Verfügung stellte. Der Titel des Programmes lautete Managing Participation in Programs (MPO).
Kurz darauf kam es in Yale zu einem Führungswechsel. Benno C. Schmidt Jr. wurde 1986 Präsident der Yale University und behielt diesen Posten bis 1992. Während dieser Zeit ließ er viele akademische Programme streichen und sorgte unter anderem dafür, dass die School of Organization and Management ihren Status als eine der besten Schulen des Landes für Managementlehre verlor. Außerdem behinderte ein Verfahren gegen ihn und Jago weitere Publikationstätigkeiten. Kepner-Tregoe verklagte die beiden wegen der Verletzung geistigen Eigentums, da deren Software auf Ergebnissen beruhte, die Vroom im Auftrag der Firma erarbeitet hatte. Außerdem habe er die im Vertrag festgelegten Lizenzbedingungen verletzt, indem er seine Theorien an Personen aus dem weiteren Management gelehrt habe, da er nur die Lizenz für die Unterrichtung von Bachelor- und Masterstudiengänge gehabt habe. Leadership Software wurde 1994 wurde zu einem Schadensersatz in Höhe von 219.855,21 US-Dollar verurteilt und musste alle Anwaltskosten bezahlen. Das Verfahren wurde 1999 in zweiter Instanz bestätigt.

## Forschung
Victor Vrooms Hauptwerke Work and Motivation sowie Leadership and Decision Making und The New Leadership. Diese gelten als Standardwerke der Industrie- und Organisationspsychologie. Work and Motivation wurde 1982 und 1992 komplett überarbeitet und neu aufgelegt. Seine Haupttheorien sind die Valenz-Instrumentalitäts-Erwartungs-Theorie, in welcher er untersucht, warum ein Mensch eine bestimmte Handlung ausführt und das Vroom-Yetton-Entscheidungsmodell, das er zusammen mit Philip Yetton und Art Jago entwickelte. Insbesondere in den 1980ern setzte sich das Modell durch, jedoch wurden auch einige Fehler aufgedeckt. So überarbeitete er das Modell zusammen mit Art Jago. So wurde es zum Vroom-Yetton-Jago-Entscheidungsmodell, das noch heute in der Managementtheorie verwendet wird.

## Werke
- Some Personality Determinants of the Effects of Participation. Englewood Cliffs, NJ: Prentice-Hall, 1960. Reprinted New York, NY:Garland Publishing Company, 1987.
- The Productivity of Work Grows. Mit F.C. Mann und B.P. Indik. Ann Arbor, MI: Institute for Social Research, 1963.
- Work and Motivation. New York, NY: John Wiley and Sons, 1964.  Reprinted Malabar, FL: Krieger Publishing Company, 1982.
- The Productivity of Work Grows. Ann Arbor, MI: Institute for Social Research, 1963.
- Motivation in Management.New York, NY: American Foundation for Management Research, 1965.
- Methods of Organizational Research. Pittsburgh, PA:University of Pittsburgh Press, 1967. Reissued as Organizational Design and Research, Pittsburgh, PA:University of Pittsburgh Press, 1968.
- Management and Motivation. Zusammen mit Ed. Delci. London, England: Penguin Books, 1970.
- Leadership and Decision-Making. Zusammen mit  Pittsburgh, PA: University of Pittsburgh Press, 1973.
- The New Leadership: Managing Participation in Organizations. Zusammen mit Art Jago.Englewood Cliffs, NJ: Prentice-Hall, 1988.
  - Flexible Führungsentscheidungen. Stuttgart : Poeschel, 1991. ISBN 978-3-7910-0524-9

## Auszeichnungen
- Lifetime Achievement Award der Academy of Management, 2014[8]
- Distinguished Scholarly Contribution Award, Academy of Management, 2004
- Literati Award, 2003 und 2004
- Distinguished Scientific Contributions Award, Society of Industrial and Organizational Psychology, 1998
- Fellow, American Psychological Association
- Fellow, American Psychological Society
- Fellow, The Academy of Management
- Excellence in Teaching Award, Yale SOM Alumni Association, 1994
- President, Society of Industrial and Organizational Psychology, 1980–1981
- James McKeen Cattell Award, American Psychological Association, 1970
- Fulbright Lektor in United Kingdom, 1967–1968
- McKinsey Foundation Research Design Competition Winner, 1967
- Ford Foundation Faculty Fellowship, 1961–1962
- Ford Foundation Doctoral Dissertation Competition Winner, 1958–1959